# Stensjön, Medelpad
Stensjön är en sjö i Ånge kommun i Medelpad och ingår i Ljungans huvudavrinningsområde. Sjön är 19 meter djup, har en yta på 0,389 kvadratkilometer och befinner sig 458,8 meter över havet. Sjön avvattnas av vattendraget Kvarnån (Harrsjöån). Vid provfiske har elritsa, lake, röding och öring fångats i sjön.

## Delavrinningsområde
Stensjön ingår i det delavrinningsområde (693595-146059) som SMHI kallar för Utloppet av Djup-Grötvattnet. Medelhöjden är 465 meter över havet och ytan är 3,77 kvadratkilometer. Det finns inga avrinningsområden uppströms utan avrinningsområdet är högsta punkten. Kvarnån (Harrsjöån) som avvattnar avrinningsområdet har biflödesordning 2, vilket innebär att vattnet flödar genom totalt 2 vattendrag innan det når havet efter 171 kilometer. Avrinningsområdet består mestadels av skog (84 procent). Avrinningsområdet har 0,59 kvadratkilometer vattenytor vilket ger det en sjöprocent på 15,7 procent.